# Stöfler (cràter)
Stöfler és un gran cràter d'impacte situat en l'altiplà meridional replet de cràters. Jeu a l'oest del cràter Maurolycus. El cràter distorsionat Fernelius està unit a al vora nord, i Miller i Nasireddin es troben a l'oest. Faraday ha envaït i danyada la vora occidental, i aquest cràter al seu torn ha estat superposat per diversos cràters més petits.

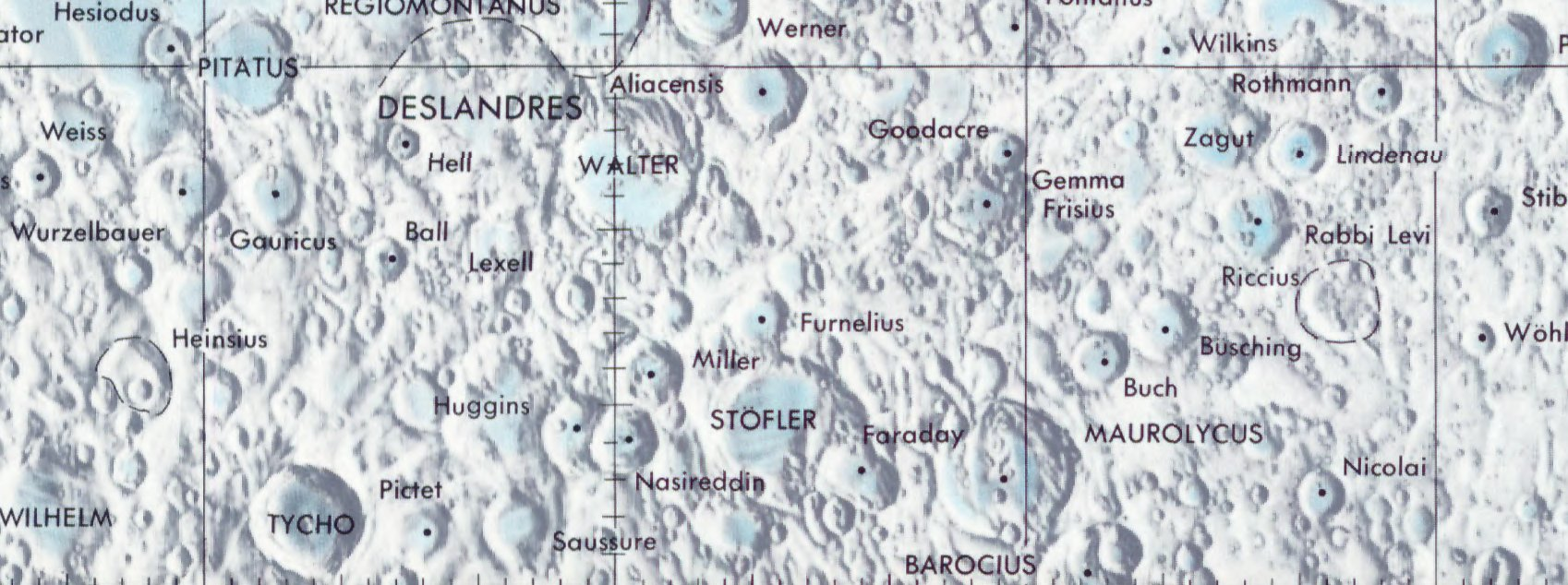
Localització d'Stöfler (centre de la meitat inferior de la imatge)

La vora d'Stöfler està desgastada i erosionada, però el contorn es manté relativament intacte, excepte a la zona en la qual és envaïda per Faraday. Stöfler K, més petit, se superposa al bord nord-oest, i Stöfler F forma una esquerda a la base de la paret interior sud-oest.
El sòl del cràter ha estat emplenat per dipòsits, ja sigui de fluxos de lava o procedents de les ejeccions d'impactes de conca. És relativament pla i sense trets en la meitat nord-oest. Si hi havia un pic central, ha quedat enterrat. El sòl té una albedo baixa, fent que el cràter sigui relativament fàcil d'identificar, ja que és un dels pocs cràters en aquesta regió de la superfície lunar que té un sòl fosc. Les petjades brillants del sistema de marques radials de Tycho, situat a l'oest, es poden apreciar travessant la plataforma d'Stöfler.

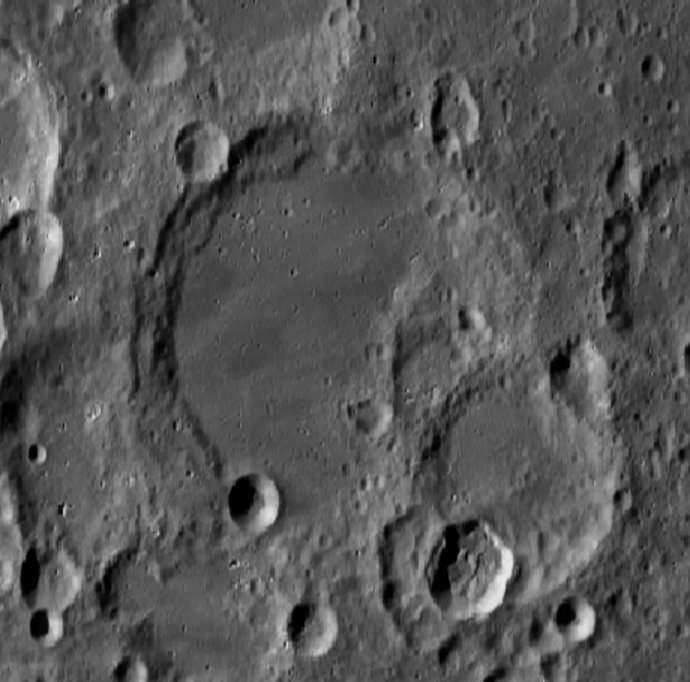
Fotografia de la missióLunar Reconnaissance Orbiter

## Cràters satèl·lit
Per convenció aquests elements són identificats en els mapes lunars posant la lletra en el costat del punt central del cràter que està més prop d'Stöfler.
|         | \| Stöfler \| Coordenades \| Diàmetre \| \| ------- \| ---------------------------------- \| -------- \| \| D \| 43° 48′ S, 4° 18′ E / 43.8°S,4.3°E \| 54 km \| \| E \| 43° 48′ S, 5° 48′ E / 43.8°S,5.8°E \| 16 km \| \| F \| 42° 42′ S, 4° 54′ E / 42.7°S,4.9°E \| 18 km \| \| G \| 43° 24′ S, 2° 00′ E / 43.4°S,2.0°E \| 20 km \| \| H \| 40° 18′ S, 1° 42′ E / 40.3°S,1.7°E \| 27 km \| \| J \| 42° 12′ S, 2° 24′ E / 42.2°S,2.4°E \| 76 km \| \| K \| 39° 24′ S, 4° 12′ E / 39.4°S,4.2°E \| 19 km \| \| L \| 39° 06′ S, 7° 48′ E / 39.1°S,7.8°E \| 17 km \| \| M \| 41° 00′ S, 8° 06′ E / 41.0°S,8.1°E \| 9 km \| \| N \| 41° 54′ S, 6° 36′ E / 41.9°S,6.6°E \| 14 km \| \| O \| 43° 18′ S, 1° 18′ E / 43.3°S,1.3°E \| 9 km \| \| P \| 43° 12′ S, 7° 18′ E / 43.2°S,7.3°E \| 33 km \| \| R \| 42° 12′ S, 1° 48′ E / 42.2°S,1.8°E \| 6 km \| \| S \| 44° 54′ S, 5° 48′ E / 44.9°S,5.8°E \| 9 km \| \| T \| 39° 42′ S, 8° 12′ E / 39.7°S,8.2°E \| 5 km \| \| U \| 40° 06′ S, 9° 36′ E / 40.1°S,9.6°E \| 5 km \| \| X \| 40° 30′ S, 5° 30′ E / 40.5°S,5.5°E \| 3 km \| \| Y \| 39° 54′ S, 5° 30′ E / 39.9°S,5.5°E \| 3 km \| \| Z \| 40° 18′ S, 3° 12′ E / 40.3°S,3.2°E \| 4 km \| |          |
| Stöfler | Coordenades | Diàmetre |
| D       | 43° 48′ S, 4° 18′ E / 43.8°S,4.3°E | 54 km    |
| E       | 43° 48′ S, 5° 48′ E / 43.8°S,5.8°E | 16 km    |
| F       | 42° 42′ S, 4° 54′ E / 42.7°S,4.9°E | 18 km    |
| G       | 43° 24′ S, 2° 00′ E / 43.4°S,2.0°E | 20 km    |
| H       | 40° 18′ S, 1° 42′ E / 40.3°S,1.7°E | 27 km    |
| J       | 42° 12′ S, 2° 24′ E / 42.2°S,2.4°E | 76 km    |
| K       | 39° 24′ S, 4° 12′ E / 39.4°S,4.2°E | 19 km    |
| L       | 39° 06′ S, 7° 48′ E / 39.1°S,7.8°E | 17 km    |
| M       | 41° 00′ S, 8° 06′ E / 41.0°S,8.1°E | 9 km     |
| N       | 41° 54′ S, 6° 36′ E / 41.9°S,6.6°E | 14 km    |
| O       | 43° 18′ S, 1° 18′ E / 43.3°S,1.3°E | 9 km     |
| P       | 43° 12′ S, 7° 18′ E / 43.2°S,7.3°E | 33 km    |
| R       | 42° 12′ S, 1° 48′ E / 42.2°S,1.8°E | 6 km     |
| S       | 44° 54′ S, 5° 48′ E / 44.9°S,5.8°E | 9 km     |
| T       | 39° 42′ S, 8° 12′ E / 39.7°S,8.2°E | 5 km     |
| U       | 40° 06′ S, 9° 36′ E / 40.1°S,9.6°E | 5 km     |
| X       | 40° 30′ S, 5° 30′ E / 40.5°S,5.5°E | 3 km     |
| Y       | 39° 54′ S, 5° 30′ E / 39.9°S,5.5°E | 3 km     |
| Z       | 40° 18′ S, 3° 12′ E / 40.3°S,3.2°E | 4 km     |